# Grażyna Molik
Grażyna Molik (ur. 13 sierpnia 1960 w Gdańsku) – polska lekkoatletka, sprinterka, medalistka mistrzostw Polski, reprezentantka Polski.

## Kariera sportowa
Była zawodniczką Lechii Gdańsk. Swoje najlepsze wyniki osiągnęła w 1978. Na mistrzostwach Polski seniorów (9 lipca) wywalczyła brązowy medal w biegu na 100 metrów, z wynikiem 11,91. 13 sierpnia ustanowiła swój rekord życiowy w tej konkurencji, uzyskując drugie miejsce na zawodach Memoriału im. Jerzego Michałowicza, z czasem 11,70. Dzięki tym wynikom wystartowała na mistrzostwach Europy w Pradze, gdzie odpadła w eliminacjach biegu na 100 m, z czasem 11,90 (29 sierpnia). W kolejnych latach nie zbliżyła się już do swoich najlepszych wyników.